# Plataforma d'Oposició - Per la Vida
Plataforma d'Oposició - Per la Vida (en ucraïnès: Опозиційна платформа — За життя; en rus: Оппозиционная платформа — За жизнь) és un partit polític ucraïnès fundat al desembre de 2018 amb l'objectiu de disputar les eleccions presidencials i parlamentàries de 2019. El partit és successor legal de Per la Vida, prèviament Unió de Tota Ucraïna «Centre» de 1999 al 2016. El partit originari va ser registrat oficialment al desembre de 1999.
El partit va ser format per membres dels antics partits Per la Vida, Bloc d'Oposició, Ucraïna - Endavant!, Partit de Desenvolupament d'Ucraïna, i Decisió Ucraïnesa. En les eleccions parlamentàries de 2019 va obtenir el segon lloc darrere del partit oficialista Servidor del Poble, amb el 13.05% dels vots i 43 escons.
El 20 de març de 2022, el Consell Nacional de Seguretat i Defensa d'Ucraïna va suspendre les activitats del partit degut a suposats col·laboracionisme i vincles amb Rússia.

## Programa polític de 2019
En el programa electoral del partit per a les eleccions parlamentàries ucraïneses de 2019, el partit va prometre desfer les polítiques de descomunització, lustració i ucrainització, renegociar l'Acord d'Associació entre Ucraïna i la Unió Europea i reviure el comerç amb els països de la Comunitat d'Estats Independents. El grup vol la "neutralitat d'Ucraïna en l'esfera polític-militar i la no participació en cap aliança político-militar". Com un mitjà per a combatre la pobresa, el partit advoca per la "reducció de les tarifes de gas per a la població d'Ucraïna a 3800 - 4000 UAH per cada mil metres cúbics a causa del subministrament directe de gas des de la Federació de Rússia". El partit insta al govern que negociï directament amb les autoproclamades República Popular de Donetsk i República Popular de Lugansk amb l'objectiu de posar fi a la guerra en el Donbass, i omet tota al·lusió a l'annexió de Crimea per Rússia.